# 費勒姆 (英國國會選區)
費勒姆（英語：Fareham），英國國會一郡選區，包括英格蘭東南部漢普郡東南部，包括費勒姆大部、共十三個地方選區。
本區始設於1885年，1950年被撤。1974年恢復。一直支持保守黨。在2010年大選中尋求連任的馬克·霍本以55.3%選票成功二度連任。2015年則由黨友柏斐文接任。